# Schloss Apremont (Vendée)

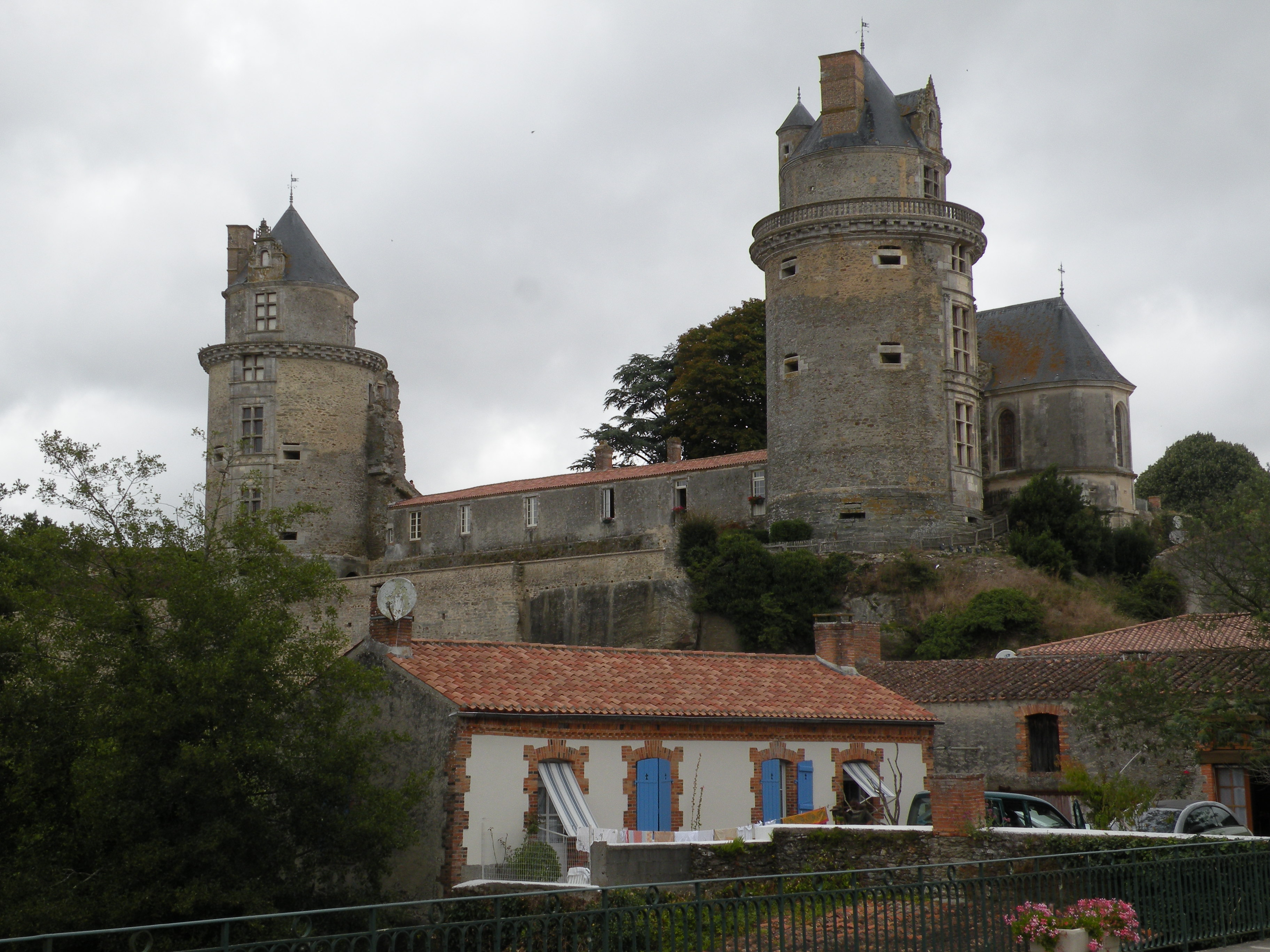
Schloss von Südosten gesehen

Schloss Apremont ist eine Schlossruine im Zentrum der französischen Gemeinde Apremont, Département Vendée. Die Ruine steht seit dem 2. Dezember 1926 als eingeschriebenes Monument historique unter Denkmalschutz. Die dazugehörende Schlosskapelle wurde am 30. September 1975 als eigenständiges Monument historique klassifiziert. Der Name Apremont kommt aus dem Lateinischen: Asper Mons = rauer Berg.
Die wenigen unzerstört gebliebenen Teile des einstigen Schlosses aus dem 16. Jahrhundert sind die zwei Rundtürme, eine Kapelle und eine gewundene Rampe, über die man zu Pferd vom Schlosshof in die Umgebung ausreiten konnte.

## Geschichte

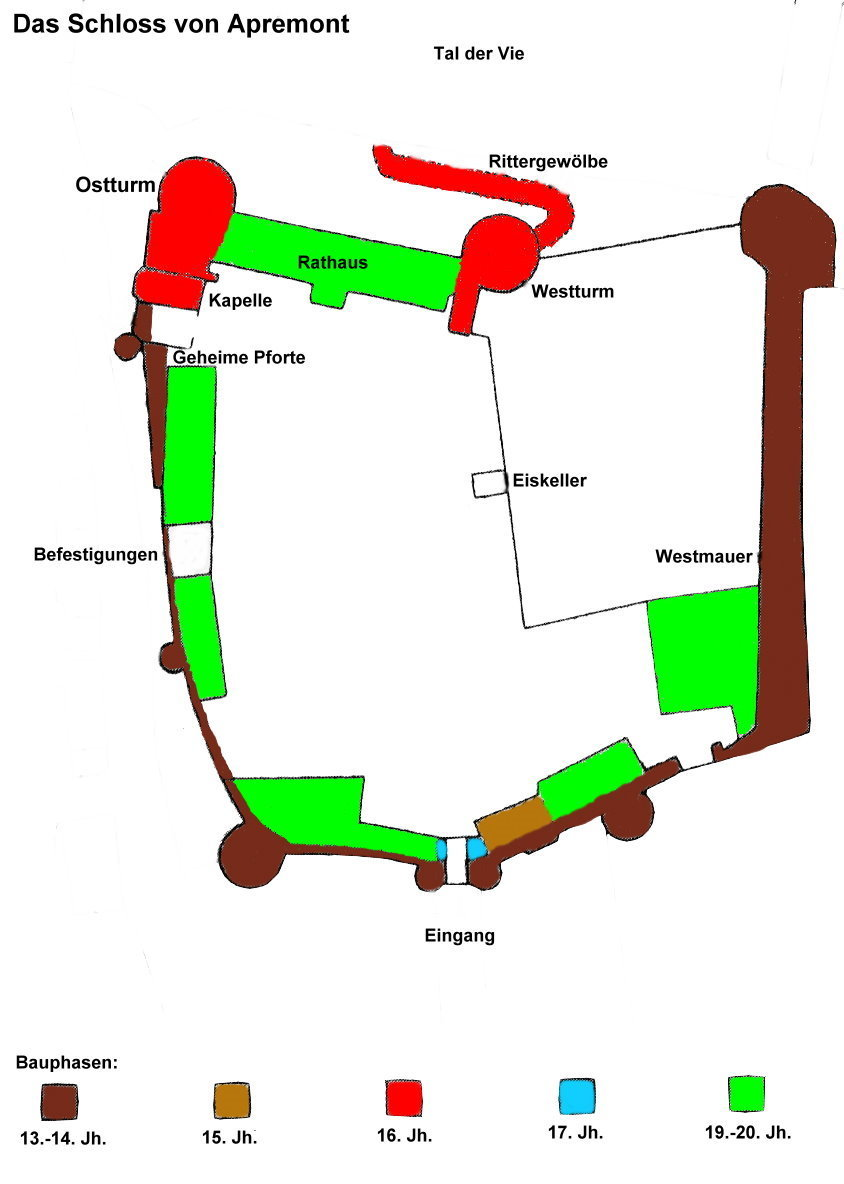
Schlossgrundriss

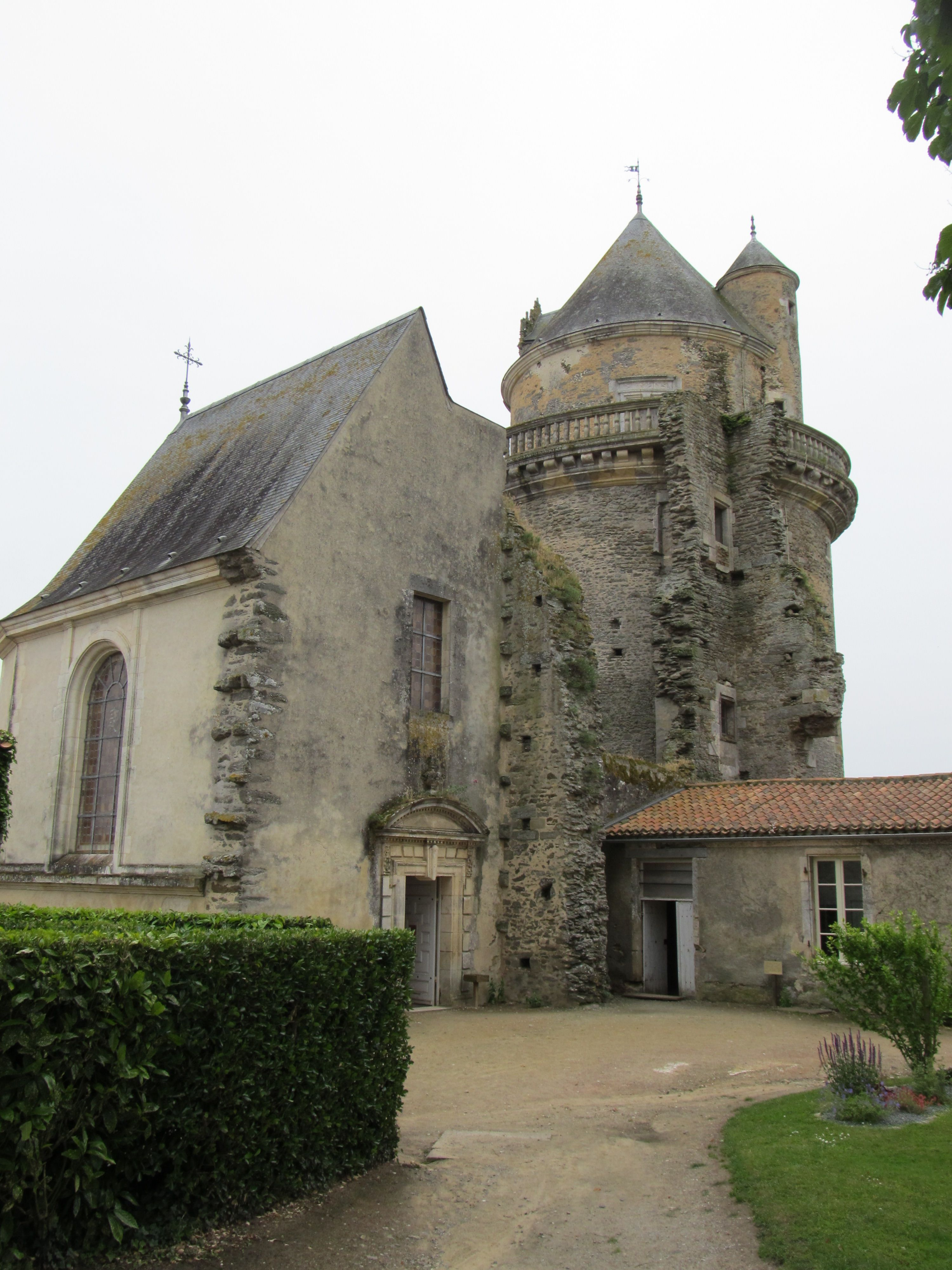
Ostturm mit Kapelle

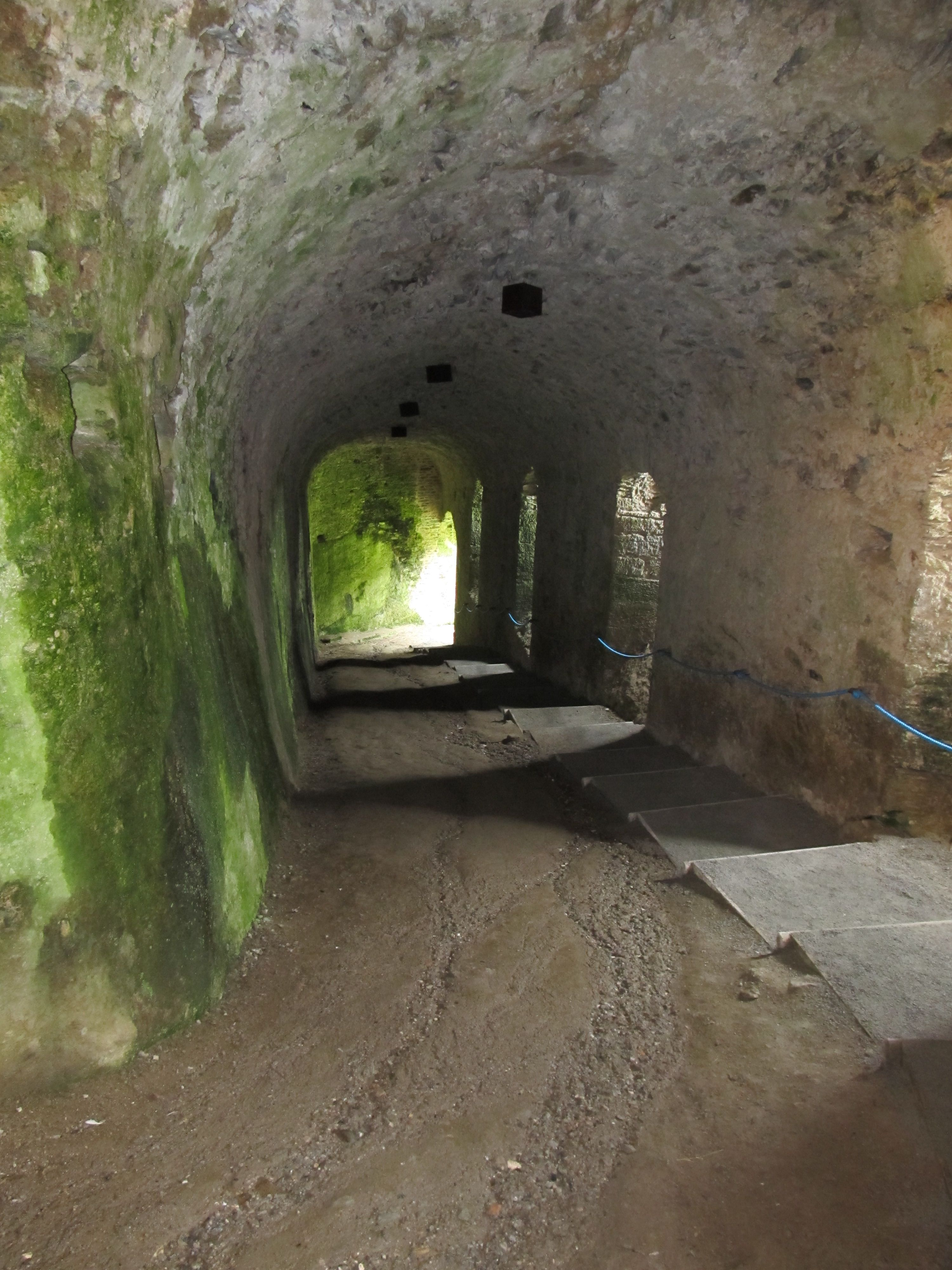
Reitergewölbe

Das Schloss, das sich direkt im Zentrum des Ortes ca. 100 Meter westlich der Kirche befindet, geht auf eine Befestigungsanlage aus dem 11. Jahrhundert zurück, die am nördlichen Ufer de Vie gelegen war. Diese Anlage war nur von Norden her zu erreichen. Das heutige Eingangstor befindet sich noch an dieser Stelle. Auf der südlichen Seite war die Befestigung vom Fluss geschützt und im Osten und Westen durch zwei natürliche Senken. Im Jahr 1468 wurde sie von 3000 Bretonen belagert, die Gefangene befreien wollten.
Etwa ab 1534 ließ Philippe Chabot, Admiral von Frankreich, am Ort der alten Anlage ein Schloss errichten, das zu den ersten Renaissancebauten der Vendée gehörte. Die Kreuzstockfenster des repräsentativen Corps de Logis zeigen schon die Merkmale der neuen Stilrichtung, während die zwei großen flankierenden Rundtürme trotz ihrer umlaufenden Balkone mit Baluster-Brüstung durch ihre mehrere Meter dicken Mauern noch deutliche Anklänge an die mittelalterliche Wehrarchitektur zeigen. Abgeschlossen wurde die Fassade des Corps des Logis zum Dach hin durch einen umlaufenden Fries aus maritimen Symbolen – eine Erinnerung an den Admiralstitel des Erbauers, der jedoch selber nie zur See fuhr. Die Größe des Gebäudes lässt sich noch durch die Mauerreste an den Türmen erahnen. Der Ostturm ist 40 Meter hoch und besitzt einen Durchmesser von 12 Metern, der Durchmesser des Westturms ist um drei Meter geringer.
Philippe Chabots Vision war es, Besuchern des Anwesens die Anreise mit dem Schiff die Vie hinauf zu ermöglichen. Die Wiese vor dem Schloss sollte den Gästen als Anleger dienen, von wo aus sie zu Pferd durch das Reitergewölbe, einen breiten Tunnel mit einer Höhe von fünf bis sechs Metern, einreiten können sollten. Nach dem Verlassen des Gewölbes, das einzigartig in Europa ist, sollten die Besucher vom Glanz der Fassade geblendet sein. Der Bauherr konnte sein Werk jedoch nicht mehr genießen, denn 1541 fiel er bei König Franz I. wegen angeblicher Untreue sowie Unterschlagung in Ungnade und zur Zahlung einer enormen Geldsumme verurteilt. Zwar wurde er kurze Zeit später wie rehabilitiert, verstarb jedoch wenig später im Jahr 1543. Um die Summe, zu deren Zahlung er verurteilt worden war, aufbringen zu können, musste Philippe Chabot Apremont sowie andere Güter an Jean IV. de Brosse, den Herzog von Étampes und Graf von Penthièvre, abtreten. Dieser ruinierte sich durch das Veranstalten von ausschweifenden Festen für seine Frau Anne de Pisseleu d’Heilly. Da er keine Nachkommen hatte, fiel Schloss Apremont nach seinem Tod an die Familie La Trémoille und kam schließlich im 17. Jahrhundert an die Familie Montmorency-Luxembourg.
1622 verweilte Ludwig XIII. nach dem Sieg gegen die von Benjamin de Rohan geführten Protestanten kurzzeitig auf Schloss Apremont, um anschließend die Belagerung von La Rochelle zu beginnen. Der letzte Schlosseigentümer Charles Paul Sigismond de Montmorency-Luxembourg (1697–1785) befahl im Jahr 1733 den Abriss der Gebäude, weil ihm deren Unterhaltung zu kostspielig geworden war. Die Steine wurden an Bauunternehmer in der Umgebung verkauft, ein Teil davon wurde für den Bau der Pirmil-Brücke in Nantes wiederverwendet. Nach einer Wiederbefestigung wurde das Schloss 1742 von den Spaniern besetzt, geplündert und nach ihrem Verlassen angezündet. Heute ist das Schloss im Besitz der Gemeinde Apremont und wird seit 1978, finanziert von Staat und Département, restauriert. Der heutige Bau, der die beiden Türme verbindet, beherbergt nunmehr das Rathaus von Apremont.